# Sara Forestier

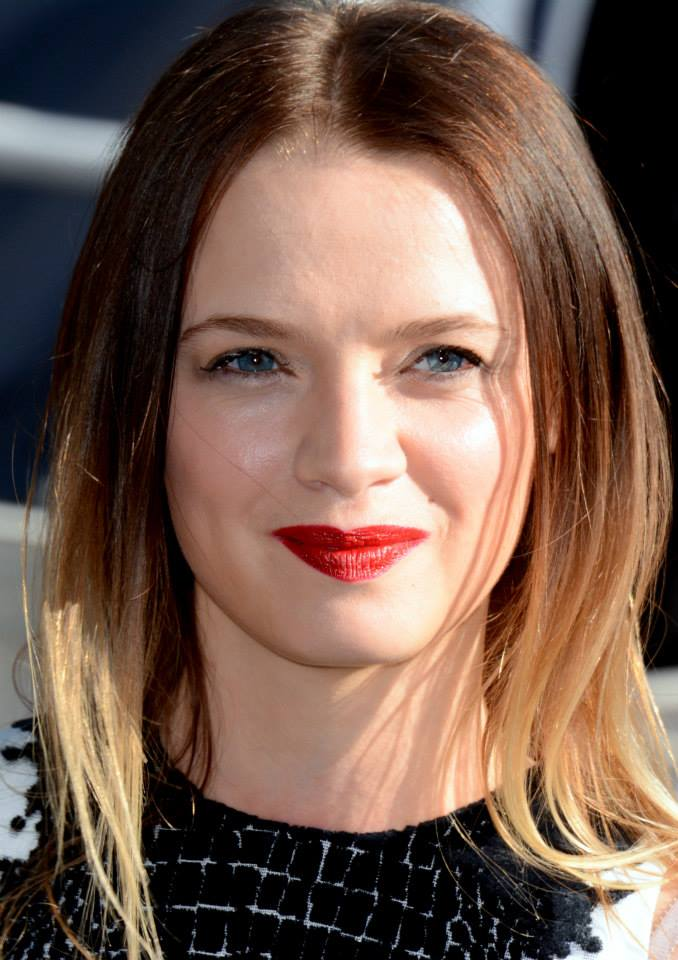
Sara Forestier (2013)

Sara Forestier (* 4. Oktober 1986 in Kopenhagen, Dänemark) ist eine französische Schauspielerin.

## Leben

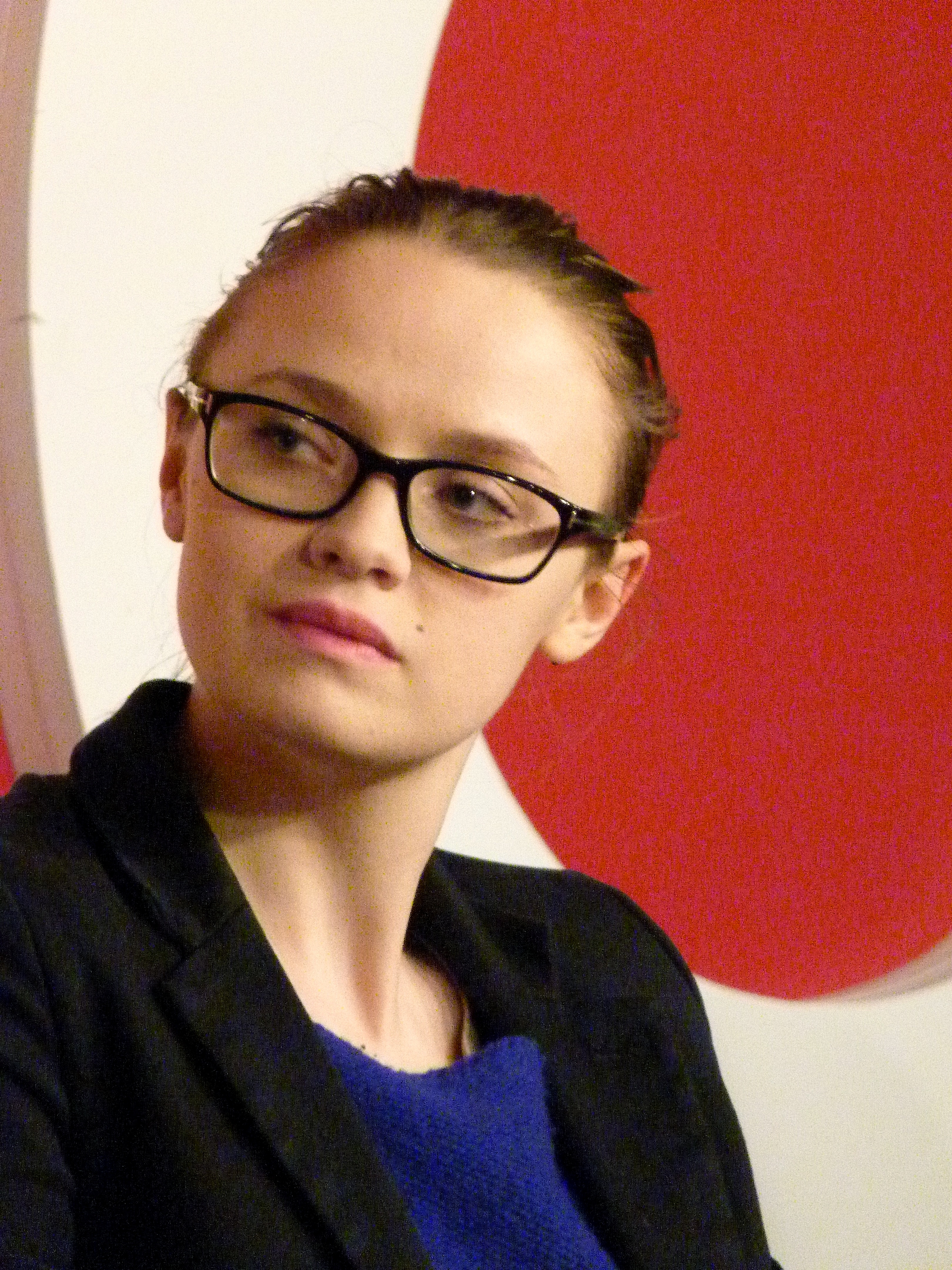
Forestier (April 2011)

Forestier hat zwei Geschwister. Im Alter von dreizehn Jahren begleitete sie eine Freundin zu einem Vorsprechen. Dies war der Einstieg für sie ins Schauspielgeschäft und sie gelangte an eine Reihe von kleinen Rollen in TV- und Filmproduktionen, so unter anderem 2001 in Martine Dugowsons Les fantômes de Louba. Ein Jahr später gehörte sie neben Élodie Bouchez und Jérémie Renier zum Schauspielensemble von Yolande Zaubermans Kriegsdrama Der Krieg in Paris. Mit 16 Jahren verließ sie die Schule.
Im Jahr 2003 folgte die weibliche Hauptrolle im TV-Film Unter uns. In dem Drama von Virginie Sauveur spielt sie die junge Alice, deren Leben und das ihrer beiden älteren Brüder sich schlagartig ändern, als die Eltern bei einem schweren Unfall ums Leben kommen. Ebenfalls im Jahr 2003 folgte Forestiers Zusammenarbeit mit Abdellatif Kechiche. Der französische Regisseur tunesischer Abstammung hatte sich zuerst geweigert, die ehemalige Schülerin der bekannten Pariser Schauspielschule Cours Florent in seiner mit Laiendarstellern besetzten Tragikomödie Nicht ja, nicht nein (L’esquive) zu engagieren. In dem Film spielt Forestier die junge und ambitionierte Lydia, die gemeinsam mit Klassenkameraden aus der Pariser Vorstadt für eine Theateraufführung probt. Nicht ja, nicht nein war in Frankreich ein großer Erfolg bei Kritikern und Kinopublikum und wurde 2005 mit dem wichtigsten französischen Filmpreis César als beste Produktion des Jahres und in drei weiteren Kategorien ausgezeichnet. Unter den Gewinnern war auch Sara Forestier, die den Preis als Beste Nachwuchsdarstellerin erhielt.
Nach dem Erfolg von Nicht ja, nicht nein arbeitete sie 2005 an fünf Filmprojekten, darunter Bertrand Bliers Tragikomödie Combien tu m’aimes? neben Monica Bellucci und Gérard Depardieu, Claude Lelouchs Le courage d’aimer mit Mathilde Seigner, sowie Michel Devilles romantischer Komödie Un fil à la patte. Im selben Jahr folgte ihre zweite Kinohauptrolle als Hell in dem gleichnamigen Drama von Bruno Chiche. In der Kinoadaption eines Romans von Lolita Pille ist Nicolas Duvauchelle ihr Filmpartner. Im Jahr 2006 gehörte Forestier zum Schauspielensemble der internationalen Großproduktion Das Parfum – Die Geschichte eines Mörders, der gleichnamigen Verfilmung des Romans von Patrick Süskind. Ferner agierte sie in Santiago Amigorenas Film Quelques jours en septembre (2006) neben Juliette Binoche, John Turturro und Nick Nolte. Das Drama, in den Tagen vor den Terroranschlägen am 11. September 2001 angesiedelt, handelt von einem spurlos verschwundenen CIA-Agenten, der von seiner Tochter wieder aufgespürt wird.
Für die Hauptrolle in der Liebeskomödie Der Name der Leute (2010) erhielt sie ihren ersten César als Beste Hauptdarstellerin zugesprochen. In Michel Leclercs Komödie spielt Forestier eine Politaktivistin, die sich leidenschaftlich dem Kampf für Randgruppen verschrieben hat. Gleichzeitig schläft die junge und attraktive Frau mit politisch rechts stehenden Männern, um sie ideologisch umzudrehen. Ebenfalls im Jahr 2010 übernahm sie den Part der France Gall in Joann Sfars Filmbiografie Gainsbourg – Der Mann, der die Frauen liebte.
Parallel zu ihrer Schauspielkarriere führte Forestier Regie an mehreren Kurzfilmen.
Sara Forestier lebt in Paris, um sich stärker ihrer Karriere zu widmen. Zu ihren Hobbys gehören unter anderem das Schreiben und Malen. Sie schwärmt unter anderem für Al Pacino, Leonardo DiCaprio, Marion Cotillard, Pierre Richard, Jamel Debbouze, Charlize Theron, Abdellatif Kechiche und Sabrina Ouazani; mit letztgenannter Schauspielerin war sie zusammen in Nicht ja, nicht nein zu sehen.

## Filmografie (Auswahl)
- 2001: Les fantômes de Louba

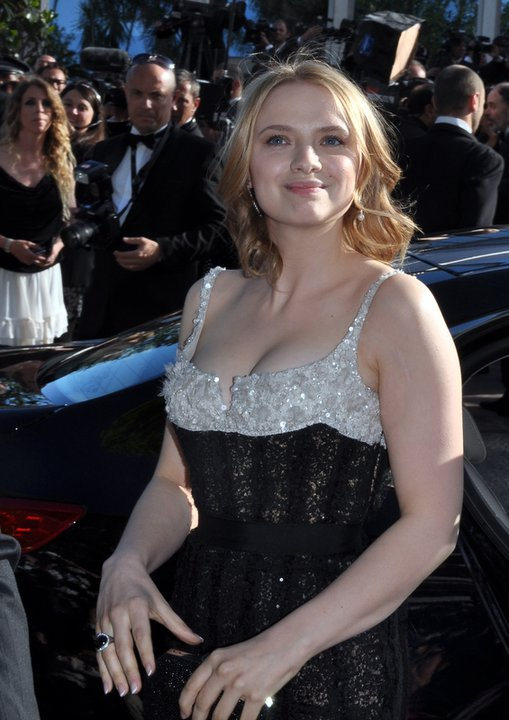
Forestier (Cannes 2011)

- 2002: Der Krieg in Paris (La guerre à Paris)
- 2003: Unter uns (Quelques jours entre nous)
- 2003: Nicht ja, nicht nein (L’esquive)
- 2005: Un fil à la patte
- 2005: Le courage d’aimer
- 2005: Wie sehr liebst du mich? (Combien tu m’aimes?)
- 2006: Hell
- 2006: A Few Days in September (Quelques jours en septembre)
- 2006: Asterix und die Wikinger (Astérix et les Vikings)
- 2006: Das Parfum – Die Geschichte eines Mörders (Perfume: The Story of a Murderer)
- 2007: Jean de La Fontaine – Le défi
- 2007: Chacun son cinéma – Jedem sein Kino (Chacun son cinéma ou Ce petit coup au cœur quand la lumière s’éteint et que le film commence)
- 2008: Sandrine nella pioggia
- 2008: Milch und Honig (Revivre) – (TV-Mehrteiler)
- 2009: Humans – Sie haben überlebt (Humains)
- 2009: Vorsicht Sehnsucht (Les herbes folles)
- 2009: Victor
- 2010: Gainsbourg – Der Mann, der die Frauen liebte (Gainsbourg (vie héroïque))
- 2010: Der Name der Leute (Le nom des gens)
- 2010: HH, Hitler à Hollywood
- 2012: Une nuit
- 2012: Télé gaucho
- 2013: Liebeskämpfe (Mes séances de lutte)
- 2013: Die unerschütterliche Liebe der Suzanne (Suzanne)
- 2013: Liebe ist das perfekte Verbrechen (L’amour est un crime parfait)
- 2014: Gus – Petit oiseau, grand voyage
- 2015: La tête haute
- 2016: Die Grundschullehrerin (Primaire)
- 2017: M
- 2019: Im Schatten von Roubaix (Roubaix, une lumière)
- 2019–2020: Disparition inquiétante (Miniserie, 2 Folgen)
- 2020: Freudenmädchen (Filles de joie)
- 2021: Playlist
- 2021: Haters
- 2024: Trois amies

## Auszeichnungen
- 2004: Darstellerpreis des Mons International Festival of Love Films für Nicht ja, nicht nein (gemeinsam mit Nanou Benhamou und Sabrina Ouazani)
- 2005: Französischer „Shooting Star“ auf der Berlinale
- 2005: Étoile d’Or für Nicht ja, nicht nein (Beste Nachwuchsdarstellerin)
- 2005: César für Nicht ja, nicht nein (Beste Nachwuchsdarstellerin)
- 2011: Étoile d’Or für Der Name der Leute (Beste Hauptdarstellerin)
- 2011: César für Der Name der Leute (Beste Hauptdarstellerin)
- 2014: César-Nominierung für Suzanne (Beste Hauptdarstellerin)
- 2016: César-Nominierung für La tête haute (Beste Nebendarstellerin)